# Christina Speer
Christina Speer est une joueuse de volley-ball américaine née le 29 juin 1987 à Santa Maria (Californie). Elle mesure 1,87 m et joue au poste de centrale.

## Clubs
| Club                  | De        | À         |
| --------------------- | --------- | --------- |
| Principia College     | 2005-2006 | 2008-2009 |
| Alemannia Aachen      | 2009-2010 | 2010-2011 |
| VfB Suhl              | 2011-2012 | 2012-2013 |
| VolleyStars Thüringen | 2013-2014 | …         |

## Palmarès
- Coupe d'Allemagne
  - Finaliste : 2014.